# Lista de prefeitos de São Miguel Arcanjo (São Paulo)
A história da administração municipal de São Miguel Arcanjo, no estado de São Paulo, pode ser dividida em quatro períodos distintos. O primeiro período compreende os anos de 1889 a 1900. Nessa época, a gestão era conduzida pela Câmara Municipal e pelo Conselho dos Intendentes, sendo que o principal responsável pela administração era denominado "Presidente da Intendência".
A partir de 1901, inicia-se o segundo período, que se estende até 1930. Durante esses anos, o termo "Presidente da Intendência" foi substituído por "Prefeito Municipal", conforme registrado no livro de atas do município, na página 105 (verso), em 28 de fevereiro de 1901. Nesse período, os prefeitos exerciam mandatos anuais, ou seja, de apenas um ano.
O terceiro período começa no final da década de 1930 e vai até 1947. Durante esse intervalo, os prefeitos deixaram de ser eleitos pela população e passaram a ser nomeados pelas autoridades competentes, o que alterou significativamente a dinâmica política da cidade.
O quarto e último período teve início em 1948, no contexto do Estado Novo, marcando o retorno das eleições democráticas para a escolha dos prefeitos. Esse modelo permanece vigente até os dias atuais, consolidando a democracia como a base do sistema administrativo local.

## Presidentes da Intendência
- 1889 - José Leme Brisola (nomeado)
- 1890 - João Alfredo Leme Brisola
- 1891 - Manoel Fogaça de Almeida
- 1892 - José Borges Vieira
- 1893 - Sizinio Deoclécio Oliveira e Silva (desde 29 de novembro de 1893)
- 1894 a 1896 - Sizinio Deoclécio Oliveira e Silva
- 1896 - António Mariano de Oliveira Frois (desde 18 de julho de 1896)
- 1897 - António Mariano de Oliveira Frois (demite-se em 19 de junho de 1897)
- 1897 - Manoel Joaquim de Oliveira Prestes (desde 3 de julho de 1897)
- 1898 - Manoel Joaquim de Oliveira Prestes
- 1899 a 1900 - Pedro Galvão Nogueira

## Prefeitos municipais
Observação: A partir de 1901, o termo "Presidente da Intendência" foi substituído por "Prefeito Municipal", conforme registrado no primeiro livro de atas do município, na página 105 (verso), em 28 de fevereiro de 1901.
- 1901 - Joaquim Leonel Monteiro
- 1901 - Pedro Galvão Nogueira (desde 28 de fevereiro de 1901)
- 1902 - Francisco Alcindo Monteiro (desde 7 de janeiro de 1902)
- 1902 - Joaquim Leonel Monteiro (desde 22 de abril de 1902)
- 1903 - Augusto Mendes Ferreira
- 1904 - Dados não encontrados
- 1905 - Dados não encontrados
- 1906 - Dados não encontrados
- 1907 - Dados não encontrados
- 1908 - João Borges da Silva
- 1909 - Luiz Válio

| Nº                    | Nome                                          | Partido                                          | Vice-prefeito                                         | Início do mandato       | Fim do mandato                                  | Observações                                                                                                |
|                       | Antônio Fogaça de Almeida                     | Partido Republicano Paulista PRP                 | Gilberto Ulysses Franceschini                         | 15 de janeiro de 1910   | 14 de janeiro de 1911                           | Prefeito eleito em sufrágio universal                                                                      |
|                       | João Paulino da Silva                         | Partido Republicano Paulista PRP                 | João Borges da Silva                                  | 15 de janeiro de 1911   | 14 de maio de 1911                              | Prefeito eleito em sufrágio universal, renunciou ao cargo                                                  |
|                       | João Borges da Silva                          | Partido Republicano Paulista PRP                 | Gilberto Nobre Cavalcante                             | 15 de maio de 1911      | 6 de janeiro de 1912                            | Vice-prefeito eleito no cargo interinamente                                                                |
|                       | Leontino Arantes Galvão                       | União Conservadora Republicana UCR               | Antônio Alves Machado                                 | 7 de janeiro de 1912    | 14 de janeiro de 1913                           | Prefeito eleito em sufrágio universal                                                                      |
|                       | Antônio Alves Machado                         | União Conservadora Republicana UCR               | Zildomar Berto Fernandes                              | 15 de janeiro de 1913   | 14 de janeiro de 1914                           | Prefeito eleito em sufrágio universal                                                                      |
|                       | Antônio Terra                                 | Partido Republicano Paulista PRP                 | Cyro Moraes da Franca                                 | 15 de janeiro de 1914   | 14 de janeiro de 1915                           | Prefeito eleito em sufrágio universal                                                                      |
|                       | João Paulino da Silva                         | Partido Republicano Paulista PRP                 | Flavo Moreira de Borges Sampaio                       | 15 de janeiro de 1915   | 14 de janeiro de 1916                           | Prefeito eleito em sufrágio universal                                                                      |
|                       | Antônio Terra                                 | Partido Republicano Paulista PRP                 | Marville Taffarel                                     | 15 de janeiro de 1916   | 14 de janeiro de 1917                           | Prefeito eleito em sufrágio universal                                                                      |
|                       | José dos Santos Terra                         | Partido Republicano Paulista PRP                 | César Eugênio Gasparin                                | 15 de janeiro de 1917   | 14 de janeiro de 1918                           | Prefeito eleito em sufrágio universal                                                                      |
|                       | José dos Santos Terra                         | Partido Republicano Paulista PRP                 | César Eugênio Gasparin                                | 15 de janeiro de 1918   | 14 de janeiro de 1919                           | Prefeito eleito em sufrágio universal                                                                      |
|                       | Antônio Terra                                 | Partido Republicano Paulista PRP                 | Aniceto Martins                                       | 15 de janeiro de 1919   | 14 de janeiro de 1920                           | Prefeito eleito em sufrágio universal                                                                      |
|                       | Antônio Terra                                 | Partido Republicano Paulista PRP                 | Aniceto Martins                                       | 15 de janeiro de 1920   | 14 de janeiro de 1921                           | Prefeito eleito em sufrágio universal                                                                      |
|                       | Manoel Fogaça Jr                              | Partido Republicano Paulista PRP                 | Pedro Augusto Sanchez                                 | 15 de janeiro de 1921   | 14 de janeiro de 1922                           | Prefeito eleito em sufrágio universal                                                                      |
|                       | Abílio Ferreira Leme                          | Partido Republicano Paulista PRP                 | Francisco de Carvalho Melo                            | 15 de janeiro de 1922   | 14 de janeiro de 1923                           | Prefeito eleito em sufrágio universal                                                                      |
|                       | João Paulino da Silva                         | Partido Republicano Paulista PRP                 | Floriano Martins de Sá Neto                           | 15 de janeiro de 1923   | 14 de janeiro de 1924                           | Prefeito eleito em sufrágio universal                                                                      |
|                       | João Paulino da Silva                         | Partido Republicano Paulista PRP                 | Floriano Martins de Sá Neto                           | 15 de janeiro de 1924   | 14 de janeiro de 1925                           | Prefeito eleito em sufrágio universal                                                                      |
|                       | João Paulino da Silva                         | Partido Republicano Paulista PRP                 | Floriano Martins de Sá Neto                           | 15 de janeiro de 1925   | 14 de janeiro de 1926                           | Prefeito eleito em sufrágio universal                                                                      |
|                       | José Modesto da Silva                         | Partido Constitucionalista Paulista PCP          | Floriano Martins de Sá Neto                           | 15 de janeiro de 1926   | 5 de julho de 1926                              | Prefeito eleito em sufrágio universal, renunciou ao cargo                                                  |
|                       | João Cavacini                                 | Partido Constitucionalista Paulista PCP          | Severino Cavalcante de Souza                          | 6 de julho de 1926      | 12 de julho de 1926                             | Vice-prefeito eleito no cargo interinamente                                                                |
|                       | José Paulino da Silva                         | Partido Republicano Paulista PRP                 | Antônio Rodrigues de Sousa Neto                       | 13 de julho de 1926     | 14 de janeiro de 1927                           | Prefeito eleito em pleito suplementar                                                                      |
|                       | Benedito Antônio de Souza                     | Partido Republicano Paulista PRP                 | Severino Cavalcante de Souza                          | 15 de janeiro de 1927   | 14 de janeiro de 1928                           | Prefeito eleito em sufrágio universal                                                                      |
|                       | João Theodoro Alves Machado                   | Partido Liberal Paulista PLP                     | Rodolfo Fonseca dos Santos                            | 15 de janeiro de 1928   | 14 de janeiro de 1929                           | Prefeito eleito em sufrágio universal                                                                      |
|                       | Benedito Antônio de Souza                     | Partido Republicano Paulista PRP                 | Severino Cavalcante de Souza                          | 15 de janeiro de 1929   | 30 de outubro de 1930                           | Prefeito eleito em sufrágio universal                                                                      |
|                       | Antônio Ferreira Leme                         | Aliança Liberal AL                               | Euzébio Pereira                                       | 31 de outubro de 1930   | 4 de novembro de 1930                           | Prefeito nomeado pelo Governador do Estado José Maria Whitaker                                             |
|                       | Euzébio Pereira                               | Aliança Liberal AL                               | Antônio Rodrigues de Sousa Neto                       | 5 de novembro de 1930   | 2 de janeiro de 1931                            | Prefeito nomeado pelo Governador Plínio Barreto                                                            |
|                       | Edwiges Monteiro                              | Partido Democrático PD                           | Antônio Rodrigues de Sousa Neto                       | 3 de janeiro de 1931    | 4 de maio de 1931                               | Prefeito nomeado pelo Governador do Estado João Alberto de Barros                                          |
|                       | Leontino Arantes Galvão                       | Partido Progressista PP                          | Leontino Arantes Galvão                               | 5 de maio de 1931       | 10 de julho de 1932                             | Prefeito nomeado pelo Governador do Estado João Alberto de Barros                                          |
|                       | Edwiges Monteiro                              | Partido Democrático PD                           | Antônio Rodrigues de Sousa Neto                       | 11 de julho de 1932     | 19 de novembro de 1932                          | Prefeito nomeado pelo Governador do Estado Pedro Manuel de Toledo                                          |
|                       | Leontino Arantes Galvão                       | Partido Progressista PP                          | Marcelo Oliveira Rocha                                | 20 de novembro de 1932  | 14 de novembro de 1933                          | Prefeito nomeado pelo Governador do Estado Pedro Manuel de Toledo                                          |
|                       | José dos Santos Terra                         | Partido Republicano Paulista PRP                 | Ovídio Palmeira Filho                                 | 15 de novembro de 1933  | 11 de abril de 1935                             | Prefeito nomeado pelo Governador do Estado Armando Salles                                                  |
|                       | Edwiges Monteiro                              | União Democrática Brasileira UDB                 | Jorge Cezar Costa                                     | 12 de abril de 1935     | 14 de janeiro de 1938                           | Prefeito nomeado pelo Governador do Estado Armando Salles                                                  |
|                       | Nestor Fogaça                                 | Partido Democrata Cristão PDC                    | Álvaro Sólon de França                                | 15 de janeiro de 1938   | 20 de maio de 1943                              | Prefeito nomeado pelo Governador do Estado José Cardoso de Mello                                           |
|                       | Luiz Válio                                    | Partido Social Democrático PSD                   | Vilson Antônio Romero                                 | 21 de maio de 1943      | 9 de novembro de 1946                           | Prefeito nomeado pelo Governador do Estado Fernando de Sousa Costa                                         |
|                       | Alcidino França                               | Partido Democrata Cristão PDC                    | Fábio Túlio Filgueiras Nogueira                       | 10 de novembro de 1946  | 14 de março de 1947                             | Prefeito nomeado pelo Governador do Estado José Macedo Soares                                              |
|                       | João Paulino da Silva Jr                      | Partido Social Progressista PSP                  | Cezar Miola                                           | 15 de março de 1947     | 30 de janeiro de 1948                           | Prefeito nomeado pelo Governador                                                                           |
|                       | Nestor Fogaça                                 | Partido Democrata Cristão PDC                    | Valdecir Fernandes Pascoal                            | 31 de janeiro de 1948   | 30 de janeiro de 1952                           | Prefeito eleito em sufrágio universal                                                                      |
|                       | Antônio Ferreira Leme                         | Partido Social Progressista PSP                  | José Alves Machado                                    | 31 de janeiro de 1952   | 30 de janeiro de 1956                           | Prefeito e vice eleitos em sufrágio universal                                                              |
|                       | Nestor Fogaça                                 | Partido Democrata Cristão PDC                    | Joaquim Moraes Rodrigues                              | 31 de janeiro de 1956   | 30 de janeiro de 1960                           | Prefeito e vice eleitos em sufrágio universal                                                              |
|                       | Francisco Fogaça                              | Partido Democrata Cristão PDC                    | Salomão Ribas                                         | 31 de janeiro de 1960   | 30 de janeiro de 1964                           | Prefeito e vice eleitos em sufrágio universal                                                              |
|                       | Nestor Fogaça                                 | Partido Democrata Cristão PDC                    | Cassiano Vieira                                       | 31 de janeiro de 1964   | 10 de fevereiro de 1969                         | Prefeito e vice eleitos em sufrágio universal cujo titular faleceu vítima de um acidente em sua madeireira |
|                       | Cassiano Vieira                               | Aliança Renovadora Nacional ARENA                | Cargo vago                                            | 11 de fevereiro de 1968 | 31 de janeiro de 1969                           | Vice-prefeito eleito no cargo de titular                                                                   |
|                       | Alcidino França                               | Aliança Renovadora Nacional ARENA                | José França                                           | 1º de fevereiro de 1969 | 30 de janeiro de 1973                           | Prefeito e vice eleitos em sufrágio universal                                                              |
|                       | José França                                   | Aliança Renovadora Nacional ARENA                | Victor José Faccioni                                  | 31 de janeiro de 1973   | 31 de janeiro de 1977                           | Prefeito e vice eleitos em sufrágio universal                                                              |
|                       | Luiz Gonzaga Albach                           | Aliança Renovadora Nacional ARENA                | Agenor Ferreira Lopes                                 | 1º de fevereiro de 1977 | 6 de agosto de 1982                             | Prefeito e vice eleitos em sufrágio universal                                                              |
|                       | Agenor Ferreira Lopes                         | Partido Democrático Social PDS                   | Cargo vago                                            | 7 de agosto de 1982     | 31 de janeiro de 1983                           | Vice-prefeito eleito no cargo de titular                                                                   |
|                       | Policarpo Torrell                             | Partido do Movimento Democrático Brasileiro PMDB | José Antônio Terra França                             | 1º de fevereiro de 1983 | 31 de dezembro de 1988                          | Prefeito e vice eleitos em sufrágio universal                                                              |
|                       | José Antônio Terra França                     | Partido do Movimento Democrático Brasileiro PMDB | Milton Lourenço de Medeiros                           | 1º de janeiro de 1989   | 31 de dezembro de 1992                          | Prefeito e vice eleitos em sufrágio universal                                                              |
|                       | Policarpo Torrell                             | Partido do Movimento Democrático Brasileiro PMDB | Frederico Augusto Bastos                              | 1º de janeiro de 1993   | 31 de dezembro de 1996                          | Prefeito e vice eleitos em sufrágio universal                                                              |
|                       | Luiz Gonzaga Albach                           | Partido Progressista Brasileiro PPB              | Miguel Capela                                         | 1º de janeiro de 1997   | 19 de julho de 1999                             | Prefeito e vice eleitos em sufrágio universal cujo titular fora posteriormente afastado                    |
|                       | Miguel Capela                                 | Partido da Frente Liberal PFL                    | Cargo vago                                            | 20 de julho de 1999     | 28 de setembro de 1999                          | Vice-prefeito eleito no cargo de titular                                                                   |
|                       | Luiz Gonzaga Albach                           | Partido Progressista Brasileiro PPB              | Miguel Capela                                         | 29 de setembro de 1999  | 31 de dezembro de 2000                          | Prefeito eleito reassume o cargo por determinação do TJ-SP                                                 |
|                       | José Antônio Terra França                     | Partido do Movimento Democrático Brasileiro PMDB | Flávio Régis Xavier                                   | 1º de janeiro de 2001   | 31 de dezembro de 2004                          | Prefeito e vice eleitos em sufrágio universal                                                              |
|                       | Celso Mossin                                  | Partido da Social Democracia Brasileira PSDB     | Valdir da Cruz Romualdo (PSDB)                        | 1º de janeiro de 2005   | 31 de dezembro de 2008                          | Prefeito e vice eleitos em sufrágio universal                                                              |
| 1º de janeiro de 2009 | Celso Mossin                                  | Partido da Social Democracia Brasileira PSDB     | Valdir da Cruz Romualdo (PSDB)                        | 31 de dezembro de 2012  | Prefeito e vice reeleitos em sufrágio universal | |
|                       | José Kodawara                                 | Partido Trabalhista Brasileiro PTB               | Luiz Carlos Arantes de Barbosa, Professor Branco (PV) | 1º de janeiro de 2013   | 31 de dezembro de 2016                          | Prefeito e vice eleitos em sufrágio universal                                                              |
|                       | Paulo Oreia                                   | Partido Progressista PP                          | Elias Rodrigues de Paula, Elias da Ambulância (PMDB)  | 1º de janeiro de 2017   | 31 de dezembro de 2020                          | Prefeito e vice eleitos em sufrágio universal                                                              |
| Progressistas PP      | Paulo Oreia                                   | 1° de janeiro de 2021                            | Elias Rodrigues de Paula, Elias da Ambulância (PMDB)  | 31 de dezembro de 2024  | Prefeito e vice reeleitos em sufrágio universal | |
|                       | Elias Rodrigues de Paula, Elias da Ambulância | Progressistas PP                                 | João Gilberto Sales Albach, Gil (PODE)                | 1° de janeiro de 2025   | Atualidade                                      | Prefeito e vice eleitos em sufrágio universal                                                              |